# Figlio di Dio
L'espressione Figlio di Dio si trova prevalentemente nelle religioni ebraica e cristiana. Essa è affermata nel Credo niceno con riferimento a Gesù.

## Bibbia

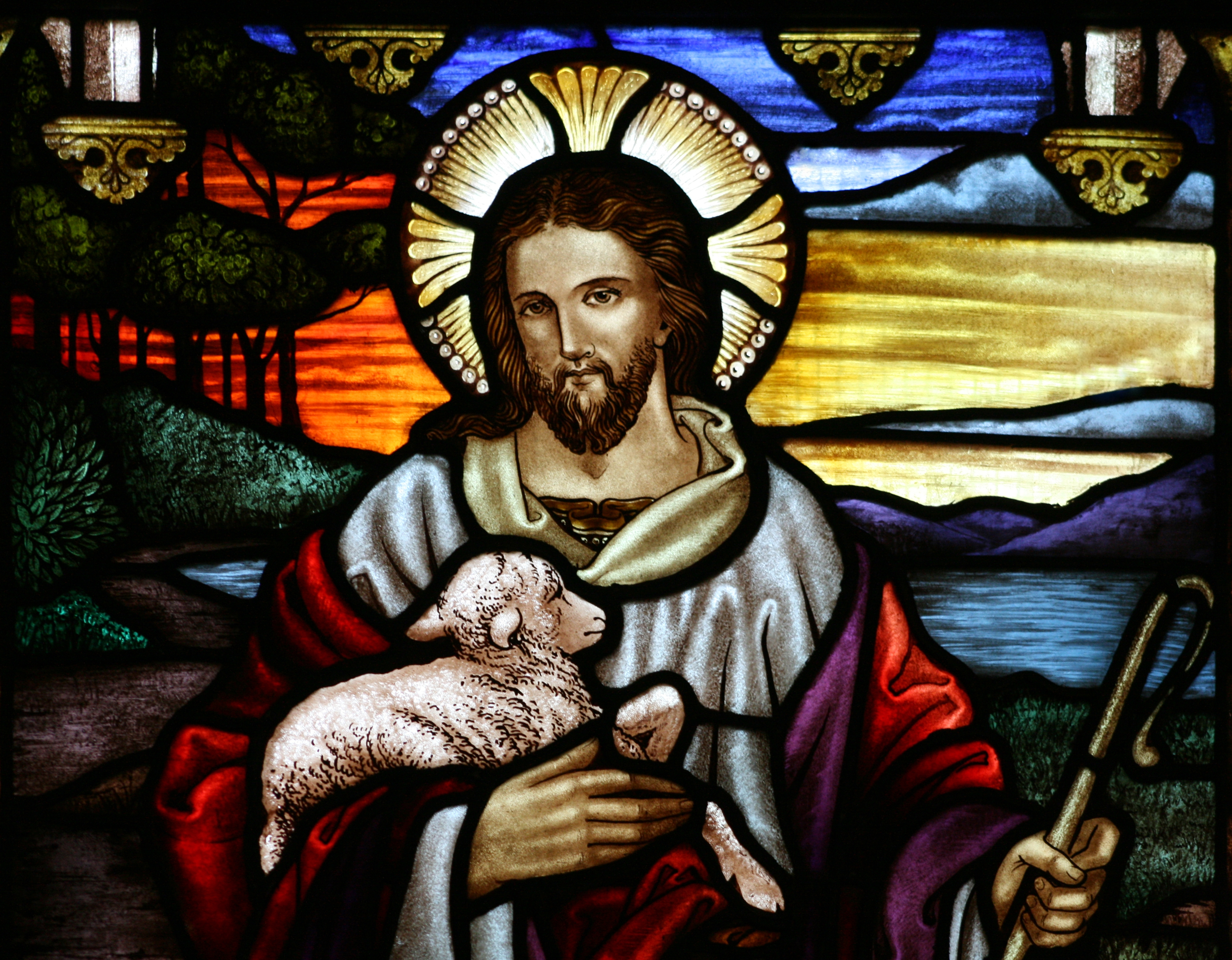
Gesù Cristo è, per i cristiani, il Figlio di Dio

Il titolo «figlio di Dio» nella tradizione ebraica ha diverse valenze. Viene attribuito al popolo di Dio: "Israele è il mio figlio primogenito" (Es 4,22), Dall'Egitto ho chiamato mio figlio (Os 11,1). In forma indiretta viene espresso in Dt 14,1; 32,6.18; Is 43,6. Questo titolo è attribuito a Israele costantemente nella tradizione biblico-giudaica.
Nell'orizzonte della ideologia regale il Messia, discendente del re Davide, assume un rapporto filiale con Yvhw, che viene celebrato nel Sl 2:7:"Tu sei mio figlio, oggi ti ho generato".
Il titolo «figlio di Dio» è attribuito anche agli angeli caduti: «i figli di Dio videro che le figlie degli uomini erano belle e ne presero per mogli quante ne vollero» (Sl 29,1; Sl 89,6-7 e Gn 6,2).

### Vangeli
Gesù non impiega mai direttamente e in modo integrale l'espressione "figlio di Dio" in riferimento a se stesso. Tuttavia, la adotta implicitamente e, in molteplici passi, la impiegano rispetto a Gesù Cristo.
Nei Vangeli diventa un termine più specifico per indicare il Messia, inviato da Dio per portare a termine l'opera di salvezza del suo popolo. Il Vangelo secondo Marco in particolare è orientato, secondo l'opinione comune degli studiosi, alla "dimostrazione" che Gesù è il "Figlio di Dio", mediante il compimento delle profezie dell'Antico Testamento. Anche i riferimenti alla preesistenza di Cristo al concepimento verginale di Maria sono implicitamente collegati al titolo di "Figlio di Dio".
Nei Vangeli (Nuovo Testamento) Gesù si riferisce a se stesso come il figlio in quattro occorrenze: tre in Mc e una in Mt; in Mc 12,1-12 con un discorso parabolico (Parabola dei vignaioli omicidi), in Mc13,32 e in Mt 11,27 in maniera implicita. In Marco 14:36 si riferisce a Dio Padre col termine confidenziale Abbà (lett. "papà").
Gli Evangelisti chiamano Gesù con il titolo «Figlio di Dio» numerose volte: 13 in Matteo, 6 in Marco, 8 in Luca, 33 in Giovanni. Nelle Lettere di Paolo il titolo ricorre 17 volte.
In Matteo sono chiamati figli di Dio "gli operatori di pace" Mt 5,9
- il re
- il Messia
- il popolo d'Israele, quello prediletto da Dio
- gli angeli
- gli operatori di pace

Vari sono i passi in cui appare l'espressione, tra cui:
- 1,1[5]: "Inizio del vangelo di Gesù Cristo, Figlio di Dio"
- 3,11[6]: "Gli spiriti immondi, quando lo vedevano, gli si gettavano ai piedi gridando: «Tu sei il Figlio di Dio!»"
- 5,7[7]: "e urlando a gran voce disse: «Che hai tu in comune con me, Gesù, Figlio del Dio altissimo? Ti scongiuro, in nome di Dio, non tormentarmi!»"
- 14,61[8]: "Ma egli taceva e non rispondeva nulla. Di nuovo il sommo sacerdote lo interrogò dicendogli: «Sei tu il Cristo, il Figlio di Dio benedetto?»"
- 15,39[9]: "Allora il centurione che gli stava di fronte, vistolo spirare in quel modo, disse: «Veramente quest'uomo era Figlio di Dio»"

Soprattutto quest'ultima professione di fede, pronunciata dal centurione romano (pagano), è un evidente indizio dell'intenzione dell'evangelista.
I Padri della Chiesa affermarono la dottrina della "doppia generazione" di Gesù: da Dio Padre nell'eternità (qua Deus) e da Maria nella storia umana (qua homo).

#### La filiazione divina
Nel cristianesimo, l'appellativo di "figlio di Dio" può spettare anche alle creature umane (1 Gv 3,1).
Cristo, oltreché Salvatore e Redentore, è considerato anche colui che ha riconciliato l'umanità con Dio Padre, rendendo l'uomo suo figlio.

La filiazione apre alla theosis.

## Islam
Nell'islam si nega perentoriamente che Dio possa avere un Figlio. Si afferma che Dio è uno solo e l'idea che possa generare un Figlio è considerata una bestemmia e totalmente contraria al monoteismo.
Gesù Cristo è considerato un profeta. Per l'islam, tutti i profeti sono esseri umani e non hanno qualità divine.

## Altre religioni
L'espressione è anche presente, ma con significati completamente diversi, in varie forme di religione politeista. Nell'antica religione greca e latina, infatti, gli dèi erano concepiti in forma antropomorfa, e per questo si univano con uomini e donne mortali generando da loro dei figli, che sono indicati come semidei o eroi. Alcuni esempi:
- Ercole è figlio di Giove e Alcmena, moglie di Anfitrione.
- Enea è figlio di Venere e di Anchise.